# James Hay Erskine Wemyss
James Hay Erskine Wemyss (29 août 1829-29 mars 1864) est un député libéral écossais, représentant Fife de 1859 jusqu'à sa mort. 

## Biographie
Il est le fils de James Erskine Wemyss et de sa femme Emma, fille de William Hay (17e comte d'Erroll). 
Le 17 avril 1855, à l'église All Saints de Knightsbridge, il épouse Millicent Anne Mary, fille de l'hon. John Kennedy-Erskine et son épouse Augusta FitzClarence. Elle est la petite-fille d'Archibald Kennedy (1er marquis d'Ailsa) et du roi Guillaume IV du Royaume-Uni. Ils ont : 
- Mary Frances Erskine-Wemyss (1856-1936) épouse Cecil Stratford Paget le 28 février 1882
- Dora Mina (1856–1894), qui épouse Lord Henry Grosvenor et est la mère de William Grosvenor, 3e duc de Westminster
- Randolph Gordon (en) (1858-1908), qui hérite des domaines de Wemyss et est l'ancêtre de l'actuel chef du clan Wemyss
- Hugo Erskine-Wemyss (1861–1933)
- Rosslyn Wemyss, 1er baron Wester Wemyss (1864–1933), qui est le First Sea Lord pendant la Première Guerre mondiale.

Il est élu député de Fife aux élections générales de 1859. 
Le 5 février 1864, il est nommé Lord Lieutenant du Fife et shérif principal du comté de Fife, à la place du comte d'Elgin, décédé. 